# Фильмография Альфреда Хичкока

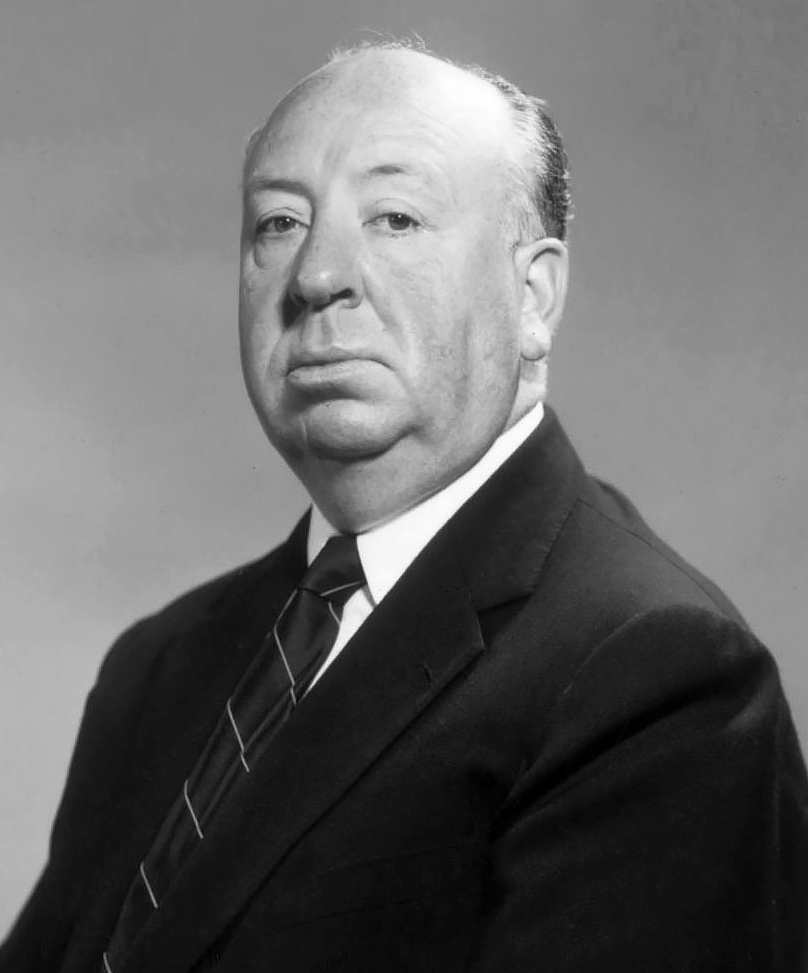
Студийная фотография Хичкока, 1955 год

Фильмография Альфреда Хичкока — кинофильмы и телепроекты, в создании которых Альфред Хичкок (1899—1980) принимал участие как режиссёр, сценарист, продюсер, соавтор сценария, арт-директор и титровальщик. Альфред Хичкок был британским режиссёром и кинематографистом. Будучи известным как «Мастер саспенса» за использование им инновационных кинотехник в триллерах, Хичкок начал свою карьеру в британской киноиндустрии в качестве титровальщика и арт-директора немых фильмов в начале 1920-х годов. Его режиссёрским дебютом стал фильм «Сад наслаждений», вышедший в 1925 году. За ним последовал «Жилец», ставший первым коммерчески и критически успешным фильмом режиссёра. Он включает в себя множество тематических элементов, которыми известны фильмы Хичкока, например, невиновный в бегах. Он также содержит одно из знаменитых камео Хичкока. Спустя два года, в 1929 году Хичкок снял свой первый звуковой фильм «Шантаж». В 1935 году он снял фильм «Тридцать девять ступеней». Три года спустя Хичкок срежиссировал фильм «Леди исчезает». 
В 1940 году Хичкок переехал в Голливуд, где первым фильмом стал психологический триллер «Ребекка», главные роли в котором исполнили Лоренс Оливье и Джоан Фонтейн. В следующем году Хичкок получил свою первую номинацию за «Лучшую режиссуру» на премии «Оскар», а фильм «Ребекка» одержал победу как «Лучший фильм». Хичкок снова работал с Фонтейн в следующем году в фильме «Подозрение», в котором также снялся Кэри Грант. В 1943 году Хичкок снял ещё один психологический триллер, «Тень сомнения», в котором сыграли Тереза Райт и Джозеф Коттен. Три года спустя он воссоединился с Грантом в фильме «Дурная слава», в котором также снялась Ингрид Бергман. Фильм включает в себя трёхминутную прерывистую сцену с поцелуями между главными персонажами, в то время как Кодекс Хейса требовал, чтобы подобные сцены продолжались не более трёх секунд. В 1948 году Хичкок срежиссировал картину «Верёвка». Фильм стал его первой работой, созданной с использованием технологии техниколор, а также отличался длинными сценами, создающими ощущение, что фильм — одна непрерывная сцена. Через три года он стал режиссёром фильма «Незнакомцы в поезде». 
За фильм «Окно во двор» Хичкок получил номинацию на «Оскар» в категории «Лучший режиссёр». В 1955 году он дебютировал на телевидении в качестве ведущего телесериала-антологии «Альфред Хичкок представляет», который он также продюсировал. В 1958 году он снял психологический триллер «Головокружение» со Стюартом и Ким Новак в главных ролях. В 2012 году фильм возглавил список «50-ти величайших фильмов всех времён» британского кинематографического журнала Sight & Sound, а также возглавил десятку лучших фильмов в жанре мистика Американского института киноискусства. После он снял шпионский триллер «К северу через северо-запад», в котором снялись Грант и Эва Мари Сейнт. В 1960 году Хичкок срежиссировал фильм «Психо» — свой самый успешный коммерческий проект, за который получил пятую номинацию на премию «Оскар» в категории «Лучший режиссёр». Три года спустя Хичкок снял фильм «Птицы», главную роль в котором исполнила актриса Типпи Хедрен. В 1964 году он снял Хедрен в фильме «Марни», в котором также сыграл Шон Коннери.
В знак признания его карьеры Хичкок получил премию BAFTA в номинации Fellowship Award, награду Американского института киноискусства за достижения в жизни, Награду имени Ирвинга Тальберга в 1968 году, награду за достижения в жизни от «Гильдии режиссёров США» и премию Сесиля Б. Де Милля, вручаемую на «Золотом глобусе». Хичкок имеет две звезды на голливудской «Аллее славы» за достижения в кино и телевидении. В 1980 году был возведён в рыцари королевой Елизаветой II.

## Кино

### 1920—1929: Британский период. Немые фильмы
| Название                                                    | Год  | Должность | Должность | Должность | Примечания                                                            | И.           |
| Название                                                    | Год  | Режиссёр  | Сценарист | Другая    | Примечания                                                            | И.           |
| ----------------------------------------------------------- | ---- | --------- | --------- | --------- | --------------------------------------------------------------------- | ------------ |
| «Великий день» / англ. The Great Day                        | 1920 | —         | —         | Да        | Титровальщик; кор. фильм / утер. фильм                                | [ 4 ]        |
| «Зов юности» / англ. The Call of Youth                      | 1921 | —         | —         | Да        | Титровальщик; кор.фильм / утер.фильм                                  | [ 4 ]        |
| «Появление» / англ. Appearances                             | 1921 | —         | —         | Да        | Титровальщик; утер.фильм                                              | [ 4 ]        |
| «Таинственная дорога» / англ. The Mystery Road              | 1921 | —         | —         | Да        | Титровальщик; утер.фильм                                              | [ 4 ]        |
| «Принцесса Нью-Йорка» / англ. The Princess of New York      | 1921 | —         | —         | Да        | Титровальщик; утер.фильм                                              | [ 4 ]        |
| «Опасная ложь» / англ. Dangerous Lies                       | 1921 | —         | —         | Да        | Титровальщик; утер.фильм                                              | [ 4 ]        |
| «Куст Бонни Брайер» / англ. The Bonnie Brier Bush           | 1921 | —         | —         | Да        | Титровальщик; утер.фильм                                              | [ 4 ]        |
| «Три живых призрака» / англ. Three Live Ghosts              | 1922 | —         | —         | Да        | Титровальщик / арт-директор                                           | [ 4 ]        |
| «Любовный бумеранг» / англ. Love’s Boomerang                | 1922 | —         | —         | Да        | Титровальщик; утер.фильм                                              | [ 4 ]        |
| «Испанская кляча» / англ. The Spanish Jade                  | 1922 | —         | —         | Да        | Титровальщик / арт-директор; утер.фильм                               | [ 4 ]        |
| «Мужчина из дома» / англ. The Man from Home                 | 1922 | —         | —         | Да        | Титровальщик / арт-директор                                           | [ 4 ]        |
| «Расскажи своим детям» / англ. Tell Your Children           | 1922 | —         | —         | Да        | Титровальщик / арт-директор; утер.фильм                               | [ 4 ]        |
| «Номер 13» / англ. Number 13                                | 1922 | Да        | —         | —         | Утер.фильм / незаконченный                                            | [ 4 ]        |
| «Всегда рассказывай своей жене» англ. Always Tell Your Wife | 1923 | Да        | —         | Да        | Сорежиссёр / управляющий производством; кор.фильм / част.пот.фильм    | [ 4 ] [ 23 ] |
| «Женщина — женщине» / англ. Woman to Woman                  | 1923 | —         | Да        | Да        | Ассистент режиссёра / соавтор сценария / арт-директор; утер.фильм     | [ 4 ]        |
| «Белая тень» / англ. The White Shadow                       | 1923 | —         | Да        | Да        | Ассистент режиссёра / соавтор сценария / арт-директор; част.пот.фильм | [ 4 ]        |
| «Страстное приключение» англ. The Passionate Adventure      | 1924 | —         | Да        | Да        | Ассистент режиссёра / соавтор сценария / арт-директор                 | [ 4 ]        |
| «Мерзавец» / англ. The Blackguard                           | 1925 | —         | Да        | Да        | Ассистент режиссёра / соавтор сценария / арт-директор                 | [ 4 ]        |
| «Сад наслаждений» / англ. The Pleasure Garden               | 1925 | Да        | —         | —         | Дебютный проект режиссёра                                             | [ 4 ]        |
| «Падение скромницы» / англ. The Prude’s Fall                | 1925 | —         | Да        | Да        | Ассистент режиссёра / соавтор сценария / арт-директор; част.пот.фильм | [ 4 ]        |
| «Жилец» / англ. The Lodger: A Story of the London Fog       | 1927 | Да        | —         | —         | —                                                                     | [ 4 ]        |
| «Горный орёл» / англ. The Mountain Eagle                    | 1927 | Да        | —         | —         | Утер.фильм                                                            | [ 24 ]       |
| «Ринг» / англ. The Ring                                     | 1927 | Да        | Да        | —         | Автор сценария                                                        | [ 4 ]        |
| «По наклонной» / англ. Downhill                             | 1927 | Да        | —         | —         | —                                                                     | [ 4 ]        |
| «Лёгкое поведение» / англ. Easy Virtue                      | 1928 | Да        | —         | —         | —                                                                     | [ 4 ]        |
| «Жена фермера» / англ. The Farmer’s Wife                    | 1928 | Да        | —         | —         | —                                                                     | [ 4 ]        |
| «Шампанское» / англ. Champagne                              | 1928 | Да        | Да        | —         | Соавтор сценария                                                      | [ 4 ]        |
| «Человек с острова Мэн» / англ. The Manxman                 | 1929 | Да        | —         | —         | —                                                                     | [ 4 ]        |
| «Шантаж» / англ. Blackmail                                  | 1929 | Да        | Да        | —         | Выпущен как в немом формате, так и в звуковом                         | [ 4 ]        |

### 1930—1939: Британский период. Звуковые фильмы
После 1932 года Хичкок перестал работать в качестве сценариста.
| Название                                                              | Год  | Должность | Должность | Должность | Примечания                                                                     | И.            |
| Название                                                              | Год  | Режиссёр  | Сценарист | Продюсер  | Примечания                                                                     | И.            |
| --------------------------------------------------------------------- | ---- | --------- | --------- | --------- | ------------------------------------------------------------------------------ | ------------- |
| «Интрижка с последствием» / англ. An Elastic Affair                   | 1930 | Да        | —         | —         | Кор.фильм / утер.фильм                                                         | [ 4 ]         |
| «Приглашает „Элстри“» / англ. Elstree Calling                         | 1930 | Да        | —         | —         | Режиссёр „эскизов и других интерполированных объектов“                         | [ 4 ]         |
| «Юнона и павлин» / англ. Juno and the Paycock                         | 1930 | Да        | —         | —         | —                                                                              | [ 4 ]         |
| «Убийство!» / англ. Murder!                                           | 1930 | Да        | Да        | —         | Соавтор сценария                                                               | [ 4 ]         |
| «Нечестная игра» / англ. The Skin Game                                | 1931 | Да        | Да        | —         | Соавтор сценария                                                               | [ 4 ]         |
| «Мэри» / англ. Mary                                                   | 1931 | Да        | —         | —         | Немецкоязычная версия фильма Хичкока, «Убийство!», снятая с немецкими актёрами | [ 4 ]         |
| «Богатые и странные» / англ. Rich and Strange                         | 1931 | Да        | Да        | —         | Соавтор сценария                                                               | [ 4 ]         |
| «Номер семнадцать» / англ. Number Seventeen                           | 1932 | Да        | Да        | —         | Соавтор сценария                                                               | [ 4 ]         |
| «Леди Лорда Камбера» / англ. Lord Camber’s Ladies                     | 1932 | —         | —         | Да        | —                                                                              | [ 4 ]         |
| «Венские вальсы» / англ. Waltzes from Vienna                          | 1934 | Да        | —         | —         | —                                                                              | [ 4 ]         |
| «Человек, который слишком много знал» англ. The Man Who Knew Too Much | 1934 | Да        | —         | —         | —                                                                              | [ 4 ]         |
| «Тридцать девять ступеней» / англ. The 39 Steps                       | 1935 | Да        | —         | —         | —                                                                              | [ 25 ]        |
| «Секретный агент» / англ. Secret Agent                                | 1936 | Да        | —         | —         | —                                                                              | [ 26 ]        |
| «Саботаж» / англ. Sabotage                                            | 1936 | Да        | —         | —         | —                                                                              | [ 4 ]         |
| «Молодой и невинный» / англ. Young and Innocent                       | 1937 | Да        | —         | —         | —                                                                              | [ 4 ]         |
| «Леди исчезает» / англ. The Lady Vanishes                             | 1938 | Да        | —         | —         | —                                                                              | [ 27 ] [ 28 ] |
| «Таверна „Ямайка“» / англ. Jamaica Inn                                | 1939 | Да        | —         | —         | —                                                                              | [ 29 ]        |

### 1940—1948: Первый голливудский период
| Название                                                  | Год  | Должность | Должность | Примечания                      | И.     |
| Название                                                  | Год  | Режиссёр  | Продюсер  | Примечания                      | И.     |
| --------------------------------------------------------- | ---- | --------- | --------- | ------------------------------- | ------ |
| «Ребекка» / англ. Rebecca                                 | 1940 | Да        | —         | —                               | [ 30 ] |
| «Иностранный корреспондент» / англ. Foreign Correspondent | 1940 | Да        | —         | —                               | [ 31 ] |
| «Мистер и миссис Смит» / англ. Mr. & Mrs. Smith           | 1941 | Да        | —         | —                               | [ 32 ] |
| «Подозрение» / англ. Suspicion                            | 1941 | Да        | —         | —                               | [ 33 ] |
| «Диверсант» / англ. Saboteur                              | 1942 | Да        | —         | —                               | [ 34 ] |
| «Тень сомнения» / англ. Shadow of a Doubt                 | 1943 | Да        | —         | —                               | [ 34 ] |
| «Спасательная шлюпка» / англ. Lifeboat                    | 1944 | Да        | —         | —                               | [ 34 ] |
| «Воинственное поколение» / англ. The Fighting Generation  | 1944 | Да        | —         | Короткометражная пропаганда США | [ 35 ] |
| «Заворожённый» / англ. Spellbound                         | 1945 | Да        | —         | —                               | [ 34 ] |
| «Дурная слава» / англ. Notorious                          | 1946 | Да        | Да        | —                               | [ 34 ] |
| «Дело Парадайна» / англ. The Paradine Case                | 1947 | Да        | —         | —                               | [ 34 ] |
| «Верёвка» / англ. Rope                                    | 1948 | Да        | Да        | Сопродюсер                      | [ 34 ] |

### 1949—1956: Второй голливудский период
| Название                                                              | Год  | Должность | Должность | Примечания              | И.            |
| Название                                                              | Год  | Режиссёр  | Продюсер  | Примечания              | И.            |
| --------------------------------------------------------------------- | ---- | --------- | --------- | ----------------------- | ------------- |
| «Под знаком Козерога» / англ. Under Capricorn                         | 1949 | Да        | Да        | Сопродюсер              | [ 34 ]        |
| «Страх сцены» / англ. Stage Fright                                    | 1950 | Да        | Да        | —                       | [ 34 ]        |
| «Незнакомцы в поезде» / англ. Strangers on a Train                    | 1951 | Да        | Да        | —                       | [ 34 ]        |
| «Я исповедуюсь» / англ. I Confess                                     | 1953 | Да        | Да        | —                       | [ 34 ]        |
| «В случае убийства набирайте „М“» / англ. Dial M for Murder           | 1954 | Да        | Да        | Фильм снят в формате 3D | [ 34 ] [ 36 ] |
| «Окно во двор» / англ. Rear Window                                    | 1954 | Да        | Да        | —                       | [ 34 ]        |
| «Поймать вора» / англ. To Catch a Thief                               | 1955 | Да        | Да        | —                       | [ 34 ]        |
| «Неприятности с Гарри» / англ. The Trouble with Harry                 | 1955 | Да        | Да        | —                       | [ 34 ]        |
| «Человек, который слишком много знал» англ. The Man Who Knew Too Much | 1956 | Да        | Да        | —                       | [ 34 ] [ 37 ] |
| «Не тот человек» / англ. The Wrong Man                                | 1956 | Да        | Да        | —                       | [ 34 ] [ 38 ] |

### 1958—1964: «Хичкоковские бестселлеры»
| Название                                                 | Год  | Должность | Должность | И.     |
| Название                                                 | Год  | Режиссёр  | Продюсер  | И.     |
| -------------------------------------------------------- | ---- | --------- | --------- | ------ |
| «Головокружение» / англ. Vertigo                         | 1958 | Да        | Да        | [ 39 ] |
| «К северу через северо-запад» / англ. North by Northwest | 1959 | Да        | Да        | [ 40 ] |
| «Психо» / англ. Psycho                                   | 1960 | Да        | Да        | [ 34 ] |
| «Птицы» / англ. The Birds                                | 1963 | Да        | Да        | [ 34 ] |
| «Марни» / англ. Marnie                                   | 1964 | Да        | Да        | [ 34 ] |

### 1966—1976: Поздний период
| Название                                   | Год  | Должность | Должность | И.     |
| Название                                   | Год  | Режиссёр  | Продюсер  | И.     |
| ------------------------------------------ | ---- | --------- | --------- | ------ |
| «Разорванный занавес» / англ. Torn Curtain | 1966 | Да        | Да        | [ 34 ] |
| «Топаз» / англ. Topaz                      | 1969 | Да        | Да        | [ 34 ] |
| «Исступление» / англ. Frenzy               | 1972 | Да        | Да        | [ 34 ] |
| «Семейный заговор» / англ. Family Plot     | 1976 | Да        | Да        | [ 34 ] |

### Другие проекты
| Название                                                                                        | Год  | Должность | Должность | Примечания                                                                                                | И.            |
| Название                                                                                        | Год  | Режиссёр  | Другая    | Примечания                                                                                                | И.            |
| ----------------------------------------------------------------------------------------------- | ---- | --------- | --------- | --- | ------------- |
| «Счастливого пути» / фр. Bon Voyage                                                             | 1993 | Да        | —         | Короткометражный французскоязычный фильм-пропаганда / Был снят в 1944, но премьера состоялась в 1993 году | [ 41 ] [ 42 ] |
| «Приключение Мадагаскарца» / фр. Aventure Malgache                                              | 1993 | Да        | —         | Короткометражный французскоязычный фильм-пропаганда / Был снят в 1944, но премьера состоялась в 1993 году | [ 41 ]        |
| «Фактическое исследование немецких концлагерей» англ. German Concentration Camps Factual Survey | 2014 | —         | Да        | Помощник врача / Документальный фильм; был снят в 1945 году, но выпущен только в 2014 году                | [ 43 ] [ 44 ] |

## Телевидение
| Название                                                      | Год(ы)      | Должность | Должность | Должность | Сеть    | Примечания                                    | И.            |
| Название                                                      | Год(ы)      | Режиссёр  | Продюсер  | Ведущий   | Сеть    | Примечания                                    | И.            |
| ------------------------------------------------------------- | ----------- | --------- | --------- | --------- | ------- | --------------------------------------------- | ------------- |
| «Альфред Хичкок представляет» англ. Alfred Hitchcock Presents | 1955 — 1962 | Да        | —         | Да        | CBS NBC | Ведущий, режиссёр (17 эпизодов)               | [ 4 ]         |
| «Час Альфреда Хичкока» англ. The Alfred Hitchcock Hour        | 1962 — 1965 | Да        | —         | Да        | CBS NBC | Ведущий, режиссёр (1 эпизод)                  | [ 4 ]         |
| «Подозрение» / англ. Suspicion                                | 1957        | Да        | Да        | —         | NBC     | Режиссёр, продюсер (эпизод «Четыре часа»)     | [ 4 ]         |
| «Стартайм» / англ. Startime                                   | 1960        | Да        | Да        | —         | NBC     | Режиссёр, продюсер (эпизод «Инцидент в углу») | [ 4 ] [ 45 ]  |
| «Алкоа Премьер» / англ. Alcoa Premiere                        | 1962        | —         | Да        | —         | ABC     | Исполнительный продюсер (эпизод «Тюрьма»)     | [ 46 ] [ 47 ] |